# Plasencia (Italia)
Plasencia, también llamada en español por su nombre italiano Piacenza (en dialecto piacentino Piaśeinsa), es una ciudad italiana de 103 464 habitantes (ISTAT 2025), capital de la provincia homónima, en la región de Emilia-Romaña.
Es sin embargo, la ciudad más occidental de esta región, manteniendo fuertes relaciones con Lombardía, al norte, y en particular con Milán, pues se incluye en su área metropolitana. «Tierra de paso», tal y como la define Leonardo da Vinci en el Codex Atlanticus, en virtud de su ubicación geográfica entre tierras lombardas, emilianas, Liguria y el Piamonte, con una mayor influencia cultural de la primera. Está también en el centro del valle del Po. Por ello y por la densa red de arterias viarias y ferroviarias en las que se inserta, Plasencia es un centro logístico terciario de importancia europea.
Plasencia tiene una fundación prerromana y fue cabeza del Ducado de Parma y Plasencia. La ciudad recibe el apodo de Primogenita porque en 1848 fue la primera ciudad italiana que votó en un plebiscito la anexión al Reino de Cerdeña.

## Geografía
Está situada en la llanura padana a una altitud de 61 metros sobre el nivel del mar, en la orilla sur del Po, donde confluyen el río Trebia al oeste y el torrente Nure al este de la ciudad. A una quincena de kilómetros en dirección sur, aparecen los declives de las colinas piacentinas, primeras propagaciones de los apeninos ligures. Su posición geográfica ha determinado siempre la suerte estratégico-militar y la ha convertido en un importante nodo en las infraestructuras del transporte automovilístico y ferroviario.

### Clima
| Parámetros climáticos promedio de Plasencia (LIPS) (normales 1991–2020, extremos 1951–presente) | Parámetros climáticos promedio de Plasencia (LIPS) (normales 1991–2020, extremos 1951–presente) | Parámetros climáticos promedio de Plasencia (LIPS) (normales 1991–2020, extremos 1951–presente) | Parámetros climáticos promedio de Plasencia (LIPS) (normales 1991–2020, extremos 1951–presente) | Parámetros climáticos promedio de Plasencia (LIPS) (normales 1991–2020, extremos 1951–presente) | Parámetros climáticos promedio de Plasencia (LIPS) (normales 1991–2020, extremos 1951–presente) | Parámetros climáticos promedio de Plasencia (LIPS) (normales 1991–2020, extremos 1951–presente) | Parámetros climáticos promedio de Plasencia (LIPS) (normales 1991–2020, extremos 1951–presente) | Parámetros climáticos promedio de Plasencia (LIPS) (normales 1991–2020, extremos 1951–presente) | Parámetros climáticos promedio de Plasencia (LIPS) (normales 1991–2020, extremos 1951–presente) | Parámetros climáticos promedio de Plasencia (LIPS) (normales 1991–2020, extremos 1951–presente) | Parámetros climáticos promedio de Plasencia (LIPS) (normales 1991–2020, extremos 1951–presente) | Parámetros climáticos promedio de Plasencia (LIPS) (normales 1991–2020, extremos 1951–presente) | Parámetros climáticos promedio de Plasencia (LIPS) (normales 1991–2020, extremos 1951–presente) |
| Mes                                                                                             | Ene.                                                                                            | Feb.                                                                                            | Mar.                                                                                            | Abr.                                                                                            | May.                                                                                            | Jun.                                                                                            | Jul.                                                                                            | Ago.                                                                                            | Sep.                                                                                            | Oct.                                                                                            | Nov.                                                                                            | Dic.                                                                                            | Anual                                                                                           |
| ----------------------------------------------------------------------------------------------- | ----------------------------------------------------------------------------------------------- | ----------------------------------------------------------------------------------------------- | ----------------------------------------------------------------------------------------------- | ----------------------------------------------------------------------------------------------- | ----------------------------------------------------------------------------------------------- | ----------------------------------------------------------------------------------------------- | ----------------------------------------------------------------------------------------------- | ----------------------------------------------------------------------------------------------- | ----------------------------------------------------------------------------------------------- | ----------------------------------------------------------------------------------------------- | ----------------------------------------------------------------------------------------------- | ----------------------------------------------------------------------------------------------- | ----------------------------------------------------------------------------------------------- |
| Temp. máx. abs. (°C)                                                                            | 23.8                                                                                            | 24.6                                                                                            | 28.0                                                                                            | 29.4                                                                                            | 34.2                                                                                            | 37.2                                                                                            | 39.4                                                                                            | 40.4                                                                                            | 34.0                                                                                            | 30.4                                                                                            | 22.2                                                                                            | 19.6                                                                                            | 40.0                                                                                            |
| Temp. máx. media (°C)                                                                           | 6.8                                                                                             | 9.3                                                                                             | 14.5                                                                                            | 18.3                                                                                            | 23.3                                                                                            | 27.6                                                                                            | 30.1                                                                                            | 29.9                                                                                            | 24.7                                                                                            | 17.9                                                                                            | 11.6                                                                                            | 7.1                                                                                             | 18.4                                                                                            |
| Temp. media (°C)                                                                                | 3.5                                                                                             | 4.9                                                                                             | 9.0                                                                                             | 12.7                                                                                            | 17.4                                                                                            | 21.5                                                                                            | 23.7                                                                                            | 23.6                                                                                            | 19.1                                                                                            | 13.9                                                                                            | 8.6                                                                                             | 4.1                                                                                             | 13.5                                                                                            |
| Temp. mín. media (°C)                                                                           | 0.1                                                                                             | 0.4                                                                                             | 3.4                                                                                             | 7.1                                                                                             | 11.4                                                                                            | 15.3                                                                                            | 17.3                                                                                            | 17.4                                                                                            | 13.6                                                                                            | 9.9                                                                                             | 5.5                                                                                             | 1.1                                                                                             | 8.5                                                                                             |
| Temp. mín. abs. (°C)                                                                            | -22.0                                                                                           | -16.7                                                                                           | -12.6                                                                                           | -3.4                                                                                            | 0.0                                                                                             | 3.4                                                                                             | 8.8                                                                                             | 6.6                                                                                             | 3.6                                                                                             | -5.2                                                                                            | -9.0                                                                                            | -14.0                                                                                           | -22.0                                                                                           |
| Precipitación total (mm)                                                                        | 62.2                                                                                            | 63.4                                                                                            | 66.8                                                                                            | 81.3                                                                                            | 72.9                                                                                            | 86.5                                                                                            | 38.0                                                                                            | 70.5                                                                                            | 83.9                                                                                            | 118.1                                                                                           | 84.8                                                                                            | 61.6                                                                                            | 890.0                                                                                           |
| Días de precipitaciones (≥ 1.0 mm)                                                              | 7.0                                                                                             | 5.5                                                                                             | 6.5                                                                                             | 8.2                                                                                             | 8.1                                                                                             | 6.7                                                                                             | 4.6                                                                                             | 5.0                                                                                             | 5.3                                                                                             | 8.2                                                                                             | 7.2                                                                                             | 6.2                                                                                             | 78.5                                                                                            |
| Humedad relativa (%)                                                                            | 86                                                                                              | 83                                                                                              | 75                                                                                              | 78                                                                                              | 76                                                                                              | 75                                                                                              | 73                                                                                              | 75                                                                                              | 78                                                                                              | 85                                                                                              | 88                                                                                              | 89                                                                                              | 80                                                                                              |
| Fuente n.º 1: Istituto Superiore per la Protezione e la Ricerca Ambientale                      |                                                                                                 |                                                                                                 |                                                                                                 |                                                                                                 |                                                                                                 |                                                                                                 |                                                                                                 |                                                                                                 |                                                                                                 |                                                                                                 |                                                                                                 |                                                                                                 |                                                                                                 |
| Fuente n.º 2: Servizio Meteorologico (precipitación 1971–2000)NOAA (humedad 1961–1990)          |                                                                                                 |                                                                                                 |                                                                                                 |                                                                                                 |                                                                                                 |                                                                                                 |                                                                                                 |                                                                                                 |                                                                                                 |                                                                                                 |                                                                                                 |                                                                                                 |                                                                                                 |

## Historia
En el año 790, una capitular del rey carolingio de Italia, Pipino (†810), en la que actuaba en nombre de su padre Carlomagno, prohibía a los ciudadanos de Plasencia conceder mediante deliberación la ciudadanía a quienes dependieran del rey, permitiendo así que alguien escapara del control de este. La prohibición impedía escapar del poder real.
Fue parte del Ducado de Milán desde 1418 (salvo una pequeña ocupación de Venecia en 1447), hasta su incorporación en 1521 a los Estados Pontificios durante el papado de León X.
Perteneció al Ducado de Parma y Plasencia desde 1545, cuando fue entregada a Pedro Luis Farnesio por el papa Paulo III. Estuvo ocupada por España entre 1547 y septiembre de 1556 y por Francia entre 1802 y 1814.
La ciudad se hizo célebre el 10 de mayo de 1848, cuando tuvo lugar la anexión al Piamonte, que inició el largo proceso de la Unificación de Italia, que culminó el 20 de septiembre de 1870 con la toma de Roma.

## Monumentos y lugares de interés
Plasencia dispone de un considerable patrimonio artístico.

### Arquitectura religiosa
- Catedral de Piacenza
- Basílica de San Antonino.
- Basílica de San Savino.

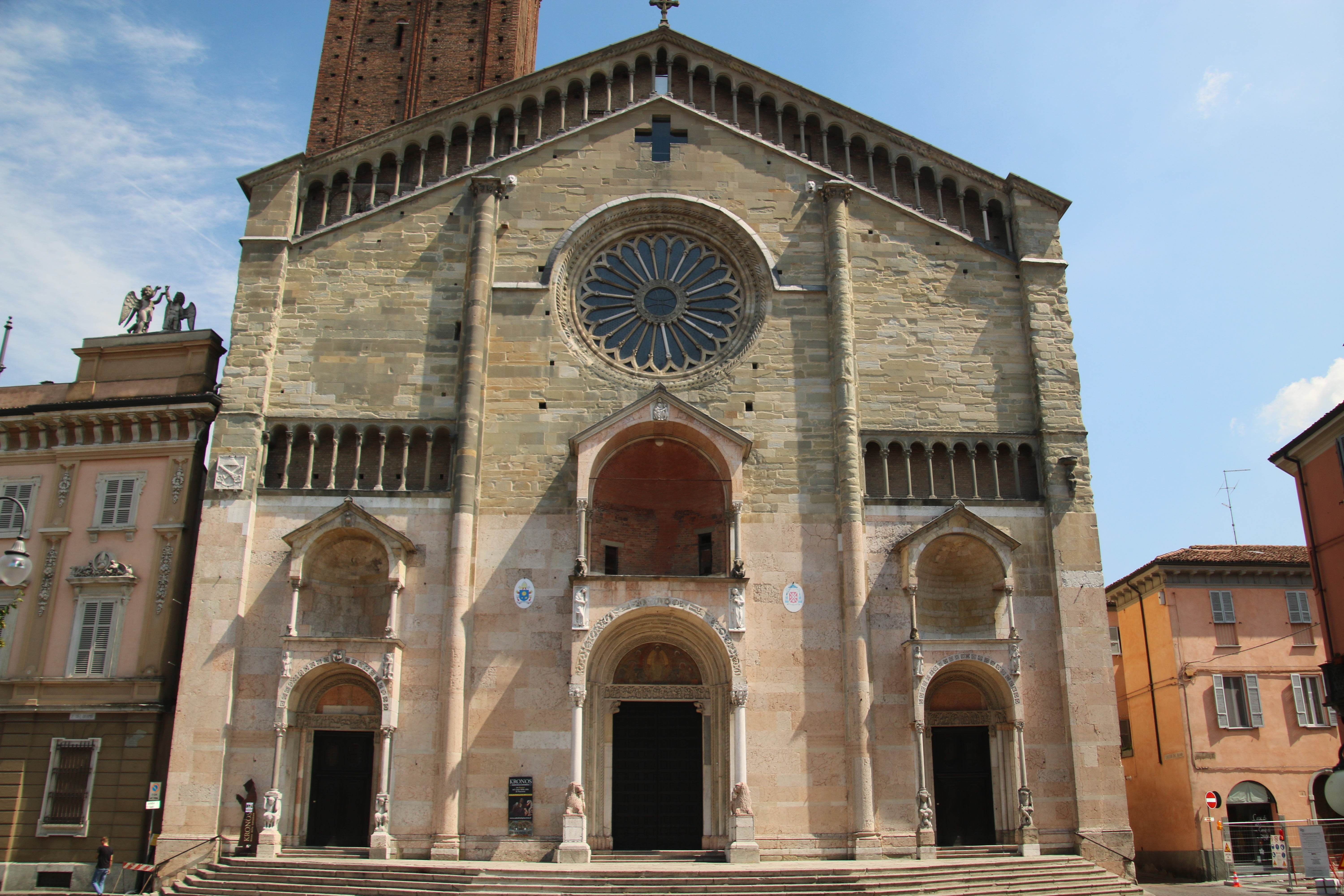
Fachada de la catedral de Piacenza

- Basílica de Francisco de Asís. Se encuentra en la plaza Cavalli en el cruce con la calle XX Septiembre. Construida en estilo gótico lombardo del siglo XII (1278-1373). Sobre la fachada se pueden observar dos contrafuertes, un rosetón, una cúspide y algunos pináculos, mientras los arbotantes están presentes a los laterales; sobre el lado derecho, aún existe una parte de los claustros de los que queda un pórtico. En su interior, decorado de frescos de los siglos XV y XVI, viene proclamada la anexión de la ciudad al Reino de Cerdeña en 1848. El portal central tiene en su parte superior una vidriera con la imagen de San Francisco Estigmatizado.
- Basílica de Santa Maria di Campagna. De estilo renacentista, está ubicada en la plaza de las Cruzadas, llamada así porque aquí, durante el Concilio de Piacenza en marzo de 1095, el papa Urbano II anunció la primera cruzada, oficialmente prohibida en noviembre del mismo año durante el Consejo de Clermont. Fue construido entre 1522 y 1528 para preservar más dignamente a una Madonna de madera policromada, llamada "della Campagnola", venerada como milagrosa.
- Basílica de San Giovanni in Canale. Es un templo fundado en 1220 por los dominicos. Tres naves extendieron los interiores góticos de este complejo a mediados del siglo XVI; En el mismo período también se amplió el coro. Entre los diversos monumentos funerarios que se conservan hay una tumba pintada, única en Piacenza, y el gran sarcófago de la familia Scotti. El sepulcro de Guglielmo da Saliceto, fechado en 1501, ubicado en el claustro, denota las características del estilo Amadeo.

## Demografía
| Gráfica de evolución demográfica de Piacenza entre 1861 y 2011 |
|                                                                |
| Fuente ISTAT - elaboración gráfica de Wikipedia                |

## Deportes
La ciudad cuenta con un club de fútbol, el Piacenza Calcio, que juega en la Serie C, la tercera división del fútbol italiano. Su estadio es el Leonardo Garilli.

## Ciudades hermanadas
Plasencia mantiene un hermanamiento de ciudades con:
- Capilla de Guadalupe (México)
- Erfurt (Alemania)
- Placentia (Estados Unidos)
- Plasencia (España)